# Агирре, Лопе де
Ло́пе де Аги́рре (исп. Lope de Aguirre, баск. Lope Agirre; ок. 1518—1561) — конкистадор.

## Происхождение
Агирре родился примерно в 1511 или 1518 году в Араотской долине (исп. Valle de Araotz), в баскской провинции Гипускоа (часть Королевства Кастилии, сегодня Араотская долина, находится возле муниципалитета Оньяте, на севере Испании) в городке Оньяте. Он был сыном мелкопоместного идальго. О его юности и отрочестве ничего не известно. Агирре было двадцать лет и жил он в Севилье, когда Франсиско Писарро вернулся из Перу с сокровищами инков.

## Об Агирре
Испанский историк Педро Симон XVII века описывал Агирре следующим образом: 
 «Он был врагом добрых людей и добрых дел, в особенности презирал молитвы. И не позволял никому молиться в его присутствии. Когда он видел своих солдат с четками в руках, то отнимал четки и ломал, приговаривая, что не желает командовать солдатами-христианами или любителями помолиться… зато, если понадобится, его люди должны сыграть в кости с дьяволом, ставя на кон свои души. Он говорил своим товарищам… что земля есть удел, предназначенный для сильнейших, и что он знает наверняка: спасения не дано, а быть живым означает пребывать в аду; а раз он сам не может быть чернее ворона, он намеревался творить всевозможное зло и жестокости, дабы его имя звучало по всей земле и даже достигало девятого неба… мол, он покажет королю Кастилии завещание Адама, из которого будет ясно, кого именно небеса уготовили в наследники Индий.» 

## Путешествие в Новый Свет
Агирре появился в Новом Свете в 1534 году в составе экспедиции Педро де Эредиа, во время которой находился в отряде Алонсо де Эредиа.
Когда Франциско Писарро вернулся из Перу с новостями о сказочных сокровищах, Агирре, которому тогда был 21 год, был в Севилье. Известие о большом количестве золота побудило его принять участие в экспедиции из 250 человек под командованием Родриго Бурана. Он прибыл в Перу около 1536 или 1537 года и вскоре стал известен своим насилием, жестокостью и мятежными наклонностями.
Вместе с Кристобалем Вака де Кастро в 1538 году он участвовал среди других в битве при Салинасе.
Агирре участвовал в подавлении восстания Гонсало Писарро в Перу в чине сержанта. В 1544 году он сражался на стороне первого вице-короля Перу, Бласко Нуньеса Вела, который приехал из Испании с приказом выполнить новые законы, покончить с энкомьендой и расширить права коренного населения. Однако конкистадорам, которые уже давно жили в Перу, эти законы пришлись не по нраву, так как они запрещали им чрезмерно эксплуатировать индейцев и соответственно подрывали их финансовое благосостояние. Это привело к тому, что в 1544 году Гонсало Писарро и Франсиско де Карвахаль собрали собственное войско с целью отмены этих законов и свержения Нуньеса. Однако Лопе де Агирре принял участие в заговоре Мельчора Вердуго, чтобы освободить наместника и, таким образом, столкнулся с Гонсало Писарро. После того как попытка заговора не увенчалась успехом, он сбежал из Лимы в Кахамарку и начал набирать людей, чтобы помочь наместнику. Тем временем наместник бежал по морю в Тумбес и сформировал небольшую армию, полагая, что вся страна встанет на сторону королевской власти.
Сопротивление вице-короля Гонсало Писарро и его помощника Франсиско де Карвахаля, известного как Эль-Демонио-де-лос-Андес, длилось два года. Наконец, он был побеждён в Аньякито 18 января 1546 года. Мельчор Вердуго и Лопе де Агирре бежали в Никарагуа, а дальше отправились в Трухильо с небольшим отрядом из 33 воинов. Мельчор Вердуго присвоил звание капитана Родриго де Эскивелю и Нуньо де Гусману, сержант-майора — Лопе де Агирре и контадора (казначея) — священнику Алонсо де Энао. Позже Энао участвовал в экспедиции Педро де Урсуа на территорию Омагуа в поисках сказочного Эльдорадо.
В 1548 г. Агирре перебрался в Потоси, затем в Лиму, Кито, Куско, Лас-Чаркас. В Лас-Чаркасе принял участие в восстании против королевской власти, возглавленном Себастьяном де Кастильей.
В 1551 году Лопе де Агирре вернулся в Потоси (тогда часть Перу). Судья (старший алькальд) Франсиско де Эскивель арестовал его, обвинив в нарушении законов о защите индейцев. Судья не принял во внимание доводы Агирре и его защиты, которые утверждали, что он был дворянином из благородной семьи: Агирре был приговорён к публичной порке. Агирре со своей уязвленной гордостью ждал окончания срока полномочий судьи. Опасаясь мести Агирре, судья постоянно скрывался и менял место жительства. Агирре преследовал его до Кито, а затем — до Куско. Легенда гласит, что Агирре преследовал Эскивеля пешком три года и четыре месяца, в течение которых он проехал около 6 000 км. Наконец Агирре завершил свою месть в библиотеке особняка магистрата в Куско. За это убийство Агирре был приговорён к смертной казни, однако ему удалось бежать и укрыться в Тукумане. В 1554 году Агирре был помилован Алонсо де Альварадо, который собирал войско для борьбы с мятежным поселенцем Франсиско Эрнандесом Хироном. Таким образом, в битве при Чукинге 20 мая 1554 года Лопе де Агирре участвовал на стороне Испанской короны. В этом сражении Агирре получил серьёзное ранение в правую ногу, что привело к постоянной хромоте, кроме того, во время стрельбы из бракованной аркебузы он получил ожоги обеих рук.

## В поисках страны Эльдорадо
В 1560 году, незадолго до освобождения от своих обязанностей, вице-король Андрес Уртадо де Мендоса организовал экспедицию по завоеванию легендарного царства Омагуас — вариация на тему Эльдорадо. Лопе де Агирре принял участие в этой экспедиции, в которую также входило около 300 испанцев и сотни коренных жителей..
Под командованием ветерана Педро де Урсуа 26 сентября 1560 года экспедиция отправилась в плавание через реку Мараньон (поэтому участников экспедиции называли "мараньоны"). З00 испанцев, несколько десятков чернокожих рабов и около 500 индейских слуг отправились на двух бригантинах, двух плоских баржах и нескольких плотах и каноэ. 
Когда искатели приключений добрались до берегов Атлантики (по реке Ориноко или одной из рек Гайаны), Агирре взбунтовался и убил сначала Урсуа (1 января 1561 года возле Мачипаро), а потом и сменившего его Фернандо де Гусмана. 23 марта 1561 года сторонники Агирре (186 офицеров и солдат) провозгласили его «властелином Перу, Тьерра-Фирма и Чили», а сам он называл себя «гневом Божьим, князем свободы». Кроме того, они объявили о войне с Испанской империей. Агирре направил письмо Филиппу II с объяснением своих планов свободы и самоуправления. Однако его письмо о восстании, адресованное королю Филиппу II, является скорее письмом разочарованного субъекта, чем высокомерным посланием тирана. Симон Боливар назвал письмо Агирре Филиппу II «первой декларацией независимости Америки» и приказал его распространять. В целом письма Агирре представляют собой коллекционную и историческую ценность и показывают его человеком хорошо образованным и с хорошей каллиграфией.
В июле 1561 года он взял остров Маргарита, где рассказал жителям, что у него есть сокровища инков, а те, в том числе жадный губернатор Дон Хуан Вилладрандо, поверили ему. Агирре заключил в тюрьму губернатора и членов городского совета (кабильдо), которые впоследствии были убиты[кем?].
29 августа 1561 года Агирре и его «мараньоны» покинули остров Маргарита и напали на материковый город Борбурата. 
В попытке захватить Панаму он оккупировал Нуэва Валенсия-дель-Рей, что вызвало паническое бегство жителей в горы, в то время как другие нашли убежище на островах озера Такаригуа. Конкистадор Хуан Родригес Суарес с четырьмя солдатами хотел устроить засаду и убить повстанцев, но индейцы, последовавшие по его следам, окружили их и после трёх дней боев убили Родригеса Суареса и его спутников. 
Пересекая горы Ниргуа, Агирре напал на Баркисимето. В ответ на предупреждение Педро Алонсо Галеаса, дезертировавшего из экспедиции, испанские войска, дислоцированные в Мериде, Трухильо и Эль-Токуйо, под командованием полевого мастера Диего Гарсии де Паредеса и Эрнандо Серрада Марина отправились в Баркисимето, чтобы арестовать и казнить Агирре. В этот момент отчаяние Агирре дошло до того, что он убил ножом свою дочь Эльвиру, впоследствии этот факт он будет оправдывать следующим образом: «Потому что тот, кого я так сильно люблю, не должен спать с грубыми людьми». Он также убил нескольких своих преследователей, которые пытались настигнуть и поймать его.
Наконец, 26 октября 1561 года двое «мараньонов» направили на него свои аркебузы; один из них выстрелил, но смог только задеть Агирре, вызвав его насмешку. Другой своим выстрелом убил Агирре на месте. Затем солдат Кустодиу Эрнандес по приказу Гарсиа де Паредеса отрубил Агирре голову. Его тело было расчленено, останки отданы на съедение собакам, за исключением головы, которая была помещена в клетку и выставлена как предупреждение в Эль-Токуйо, а его изуродованные руки были доставлены в Трухильо и Валенсию. На посмертном процессе в Эль-Токуйо он был признан виновным в оскорблении величества.
По свидетельствам современников, Агирре отличался крайней жестокостью: его руки были обагрены кровью священника, двух монахов, четырёх женщин. 
Агирре выступал за равные права чёрным и индейцам и стал героем венесуэльских легенд. Память об Агирре в народном воображении сохраняется и сегодня: беспощадные пожары, которые появляются в Венесуэле, считаются его призраками и духами его людей; крестьяне сельских районов Баркисимето говорят, что духи Агирре и его спутников всё ещё появляются в полночь рядом с тем местом, где он умер, а в Эль-Токуйо его смерть отмечается шествием 27 октября. Посреди перуанских джунглей путешественники останавливаются созерцать Сальто де Агирре[что?], молятся и крестятся перед таинственными символами, которые он оставил выгравированными на камне.

## Издания его произведений
- 1862 — Aguirre (Lope de) — Bollaert (Wm.) Expedition of P. de Ursua and Lope de Aguirre in search of El Dorado and Omagua, 1560-61. London. 1862. 8°. (Hakluyt Society, No. 28.)

## В культуре

### В кино
- По мотивам материалов об экспедиции Вернер Херцог снял фильм «Агирре, гнев божий» с Клаусом Кински в заглавной роли[11].
- Карлос Саура снял на тот же сюжет фильм «Эльдорадо»[исп.], где роль Агирре сыграл Омеро Антонутти[англ.].
- Агирре появляется в фильме «Слёзы Бога»[источник не указан 1913 дней].
- В фильме «Круиз по джунглям» 2021 (режиссёр Жауме Кольет-Серра) роль Агирре исполнил Эдгар Рамирес.

### В литературе
- Мигель Отеро Сильва. Лопе де Агирре, князь свободы. — Барселона, 1979.
  - На рус. яз.: Отеро Сильва М. Избранное / Сост. и предисл. В. Земскова. — М.: Радуга, 1982. — 395 с. — (Мастера современной прозы).
- Во многих романах, написанных в XX веке, есть персонаж, названный Лопе де Агирре. Среди них:
  - Сиро Байо[исп.]. В Мараньон (1913).
  - Артуро Услар Пьетри. Дорога на Эльдорадо (1947).
  - Рамон Сендер. Приключения равноденствия Лопе де Агирре (1964).
  - Абель Поссе. Демон (1978).
  - Артуро Перес-Реверте. Цикл «Приключения капитана Алатристе» (персонаж — отец рассказчика, Лопе Бальбоа-и-Агирре)

### В видеоиграх
Агирре появляется в развивающей видеоигре The Amazon Trail II. В игре есть возможность торговать со многими известными личностями эпохи конкистадоров.